# Bactrocera fergussoniensis
Bactrocera fergussoniensis
 es una especie de díptero que Drew describió por primera vez en 1989. Bactrocera fergussoniensis pertenece al género Bactrocera de la familia Tephritidae. 